# 莱洛日 (上马恩省)
莱洛日（法語：Les Loges，法語發音：[le lɔʒ] ⓘ）是法国上马恩省的一个市镇，属于朗格勒区。

## 地理
莱洛日（47°47'3"N, 5°29'28"E）面积10.79 平方千米，位于法国大東部大區上马恩省，该省份为法国东北部内陆省份，北起马恩省和默兹省，西接奥布省，西南接科多尔省，东南接上索恩省，东临孚日省。
与莱洛日接壤的市镇（或旧市镇、城区）包括：尚瑟夫赖讷、沙兰德雷、里维耶尔勒布瓦、托尔瑟奈、维奥洛。

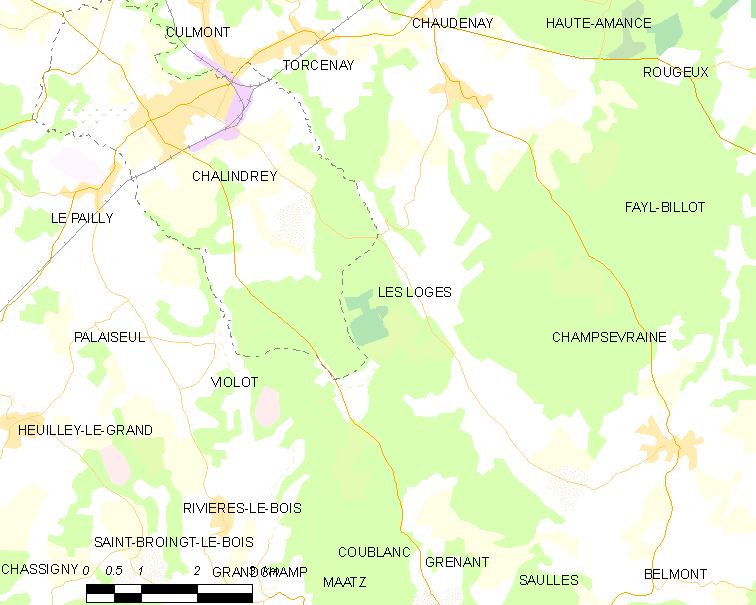
的OSM定位图

莱洛日的时区为UTC+01:00、UTC+02:00（夏令时）。

## 行政
莱洛日的邮政编码为52500，INSEE市镇编码为52290。

## 政治
莱洛日所属的省级选区为沙兰德雷县。

## 人口

1962-2008年间人口变化图示

莱洛日于2022年1月1日时的人口数量为123人。